# Fifth Third Bank Tennis Championships 2009
Il Fifth Third Bank Tennis Championships 2009 è un torneo professionistico di tennis maschile giocato sul cemento, che faceva parte dell'ATP Challenger Tour 2009. Si è giocato a Lexington negli USA dal 20 al 26 luglio 2009.

## Partecipanti

### Teste di serie
| Nazionalità   | Giocatore         | Ranking* | Testa di serie |
| ------------- | ----------------- | -------- | -------------- |
| Stati Uniti   | Brendan Evans     | 134      | 1              |
| Australia     | Chris Guccione    | 137      | 2              |
| Sudafrica     | Kevin Anderson    | 160      | 3              |
| Stati Uniti   | Ryan Sweeting     | 162      | 4              |
| Israele       | Harel Levy        | 183      | 5              |
| Australia     | Carsten Ball      | 187      | 6              |
| Australia     | Marinko Matosevic | 208      | 7              |
| Corea del Sud | Im Kyu-tae        | 209      | 8              |

- Ranking al 13 luglio 2009.

### Altri partecipanti
Giocatori che hanno ricevuto una wild card:
- Bruno Agostinelli
- Jordan Cox
- Ryan Harrison
- Denis Kudla

Giocatori passati dalle qualificazioni:
- Austin Krajicek
- Alex Kuznetsov
- Tennys Sandgren
- Tim Smyczek

## Campioni

### Singolare
Harel Levy ha battuto in finale  Alex Kuznetsov con il punteggio di 6–4, 4–6, 6–2.

### Doppio
Kevin Anderson /  Ryler DeHeart hanno battuto in finale  Amir Hadad /  Harel Levy con il punteggio di 6–4, 4–6, [10–6].